# 拜帕斯冰原島峰
68°1′S 62°28′E / 68.017°S 62.467°E
拜帕斯冰原島峰（英語：Bypass Nunatak）是南極洲的冰原島峰，位於麥克羅伯特森地，屬於弗拉姆山脈中大衛山脈的一部分，處於特里托彭山以南4公里，現時由南極條約體系管理。